# Distretto di Settara
Il distretto di Settara è un distretto della provincia di Jijel, in Algeria.

## Comuni
Il distretto di Settara comprende 2 comuni:
- Settara
- Ghebala